# Ernie's Grove (Washington)
Ernie's Grove es un área no incorporada ubicada en el condado de King en el estado estadounidense de Washington.

## Geografía
Ernie's Grove se encuentra ubicado en las coordenadas 47°32′7″N 121°44′39″O / 47.53528, -121.74417.